# Andrew Van De Kamp
Andrew Van De Kamp es un personaje ficticio de la serie de la televisora ABC, Desperate Housewives, interpretado por Shawn Pyfrom. Es el hijo de Bree y Rex Van De Kamp. Es introducido a la serie como el hijo rebelde adolescente, ateo y homosexual. La primera aparición de Andrew en la trama se dio en el piloto de Desperate Housewives y obtuvo un rol permanente durante toda la serie.
Expulsado de su escuela por fumar marihuana y finalmente enviado a un campo militar juvenil, Andrew es retirado de ese lugar cuando le dice a su madre que es homosexual. Al ver la reacción de su madre, cree que nunca lo aceptará por lo que es. Esto hiere tanto a Andrew que cree que la única manera de lidiar con esto es dejar de querer a su madre, para que cuando ella lo rechace, no le duela tanto. Posteriormente confesó que originalmente dijo que era gay para salir del campo, pero que en realidad le gustaba "la vainilla y el chocolate" refiriéndose a la bisexualidad. Sin embargo, en el resto de la serie se refiere a sí mismo como homosexual. 
Como uno de los pocos adolescentes LGBT en televisión con seguridad en su sexualidad, las participaciones en la historia que ha tenido han sido bien recibidas por los grupos gay. Aunque, su actitud hacia su madre y varios crímenes durante las primeras dos temporadas le cosecharon críticas negativas, al menos hasta su cambio a un "buen hombre" a partir de la tercera temporada.

## Historia

### Temporada 1
Andrew apareció por primera vez en el Piloto de la temporada 1. Su primer diálogo se produjo con una discusión con su madre, sobre el deseo de Bree de la perfección. Está altamente apegado a su padre, Rex, y está enfadado cuando Bree trata de cubrir su inminente divorcio. Cuando la confronta con sus propias mentiras después de que ella descubre que él le mintió, ella dice: "Solo porque he decidido no compartir mis problemas maritales contigo no te da el derecho de ser grosero!": a lo que Andrew responde: "¿Y qué cuando alejes a mi padre? ¿Puedo ser grosero entonces?", y le cierra la puerta en la cara. Andrew repetidamente rompe las reglas en la temporada 1, exasperando a Bree, quien finalmente lo humilla al aparecer en el strip-club en el cual se encuentra junto con sus amigos mientras está castigado. Posteriormente Bree se disculpa con Andrew (quien admite que extraña a su padre) por mentirle, pero aun así quita la puerta de su cuarto como castigo.
El enconado divorcio entre sus padres dio como resultado que Rex le comprara a Andrew un auto nuevo. Aunque Bree trató de que lo devolviera, Andrew se negó. En ese mismo episodio, comete su crimen de mayor gravedad, atropelló mientras manejaba  borracho a Juanita Solís, poniéndola en coma. Su madre calló esto por él, pero Andrew falló al no mostrar remordimiento por este crimen. Continuó su mal comportamiento, y Bree lo obligó a abandonar el equipo de natación por haber fumado marihuana, en un intento de que se arrepintiera de sus acciones. Al no dejar que Rex se recuperara de su cirugía de corazón en casa, incrementó su enojo hacia ella, y Andrew le dijo, "¿Quieres ver cuánto tiempo soporto un enojo? Adelante, abandona a mi padre porque te prometo que te arrepentirás."  Cuando se entera del adulterio de su padre se vuelve contra él y pide perdón a su madre.

### Temporada 2
Andrew, decidido a destruir emocionalmente a Bree y viéndola consumida por el alcohol, no hace nada para ayudarla. Al conocer al "Padrino" en A.A. de Bree, intenta convencer a Danielle para que lo seduzca pero, al no rendir frutos y enterarse de que es bisexual, decide seducirlo él mismo, teniendo relaciones sexuales en la cama de sus padres. Por esta razón Bree empaca su maleta y lo deja en la mitad de la carretera.

### Temporada 3
Viviendo en las calles de limosnas y de "trabajos" ocasionales; (Prostitución). Después del matrimonio de Bree con Orson, viendo ésta las noticias se entera de su situación y decide cancelar su luna de miel; para buscar a su hijo. Finalmente es Orson quien lo encuentra y lo convence de regresar a casa. En esta temporada Andrew es un joven más sensato y hasta cariñoso con Bree; tanto que Danielle en un episodio le grita: "Me gustaba más cuando eras un Psicópata". La relación con Orson es complicada pues después del "accidente" de Bree en las escaleras lo acusa de ser el causante de este. Pero al enfrentar juntos a Gloria, se convence de su inocencia. Es el primero en enterarse del embarazo de Danielle; y es quien informa a Orson la situación.

### Temporada 4
Andrew accidentalmente ayuda a su abuela a descubrir que Bree no está realmente embarazada. Posteriormente es testigo del nacimiento de su sobrino en la cocina de su casa.
Después que Andrew oiga a su madre hablar sobre la nueva oportunidad de criar a un hijo sin cometer los viejos errores, comienza a sentirse culpable, por lo que decide mudarse a un apartamento. Bree se siente culpable y le lleva comida, en ese momento Andrew confiesa a su madre que no está enfadado y que la ha perdonado totalmente, que se ha mudado para comenzar una nueva vida e intentar valerse por sí mismo. Después de la reconciliación total, Andrew pide a su madre que use un posavasos, con lo que Bree se da cuenta de que comienza a madurar y debe intentar vivir su vida. 

### Temporada 5
5 años después, Andrew es un hombre de negocios que ayuda a su madre en la publicación de libros de cocina y que va a contraer matrimonio con su novio, un médico de Fairview. Asimismo, intenta convencer a Bree de que debe divorciarse de Orson, quien padece cleptomanía. Al final, ésta le hace caso.

### Temporada 6
Después de la llegada de su medio-hermano, este último intenta convencer a Bree de que lo despida. Al final este chantajea a Bree para que le venda la empresa o si no le diría a la policía que Andrew mató accidentalmente a la madre de Carlos por lo cual Bree le cede la empresa para salvar a su hijo.

### Temporada 7
Andrew se vuelve alcohólico por lo cual su esposo Alex lo abandona. Debido a su alcoholismo le dice a Carlos que él atropelló a su madre y que Bree, Rex y Danniel lo ocultaron. Por lo tanto, Carlos prohíbe la amistad entre Bree y Gabrielle.